# Волков Григорій Іванович
Волков Григорій Іванович (нар. 1890, за іншими даними 1892, Олександрія, Херсонська губернія — пом. 1939, за іншими даними 1938) — український радянський вчений-правознавець, професор кафедри кримінального права Інституту народного господарства.
Жертва сталінського терору.

## Життєпис
Народився у 1890 році, за іншими даними 1892 в місті Олександрія (Херсонська область).
Закінчив Харківський університет. Протягом 1920–1930 років працював професором кафедри кримінального права Інституту народного господарства (м. Харків).
У 1925 році вийшов його підручник з кримінального права. У 1928 році Г. І. Волков виступив зі статтею «Відповідальність за сукупністю злочинів», в якій уперше у радянській юридичній літературі було розглянуто питання про принципи та порядок призначення покарання при вчиненні особою кількох злочинів. Автор вважав за необхідне передбачити в законодавстві, крім принципу поглинання, принцип факультативного підвищення покарання в межах максимального розміру даного виду покарання в Загальній частині.
У 1928 році видав монографію «Кримінальне право і рефлексологія», в якій намагався визначити механізм злочинної поведінки при необережних злочинах, обґрунтувати відповідальність за необережність. Спроба автора виявити механізм злочинної поведінки за допомогою психофізіологічних чинників на той час вважалась новаторською.
У 1930 році видав «Навчальний курс кримінального права», де докладно проаналізовано проблеми кримінального права, що стосуються злочину. Це видання дає уявлення про рівень розвитку науки кримінального права на початку 30-х років.
У 1931 році Г. І. Волков виїхав на наукову роботу до Москви. З 1931 — співробітник Всесоюзного інституту юридичних наук у Москві, у 1936—1937 роках — його директор.
У 1939 році був репресований і в тому ж році помер (за іншими даними помер 1938). Реабілітований 1992 року (за іншими даними 1997).

## Вшанування пам'яті
У травні 2016 в Олександрії на честь Григорія Волкова було названо вулицю в приватному секторі міста на Чотирнадцятому мікрорайоні.

## Основні праці
- Уголовное право. Х., 1925
- Уголовное право и рефлексология. Х., 1928
- Имущественные преступления. Х., 1928
- Учбовий курс кримінального права. Х., 1930
- Уголовная политика эпохи промышленного капитализма. Москва, 1932.